# 해병대 신속기동부대
대한민국 해병대 신속기동부대(ROKMC Quick Maneuver Force)는 전시, 국지도발, 테러, 재해·재난 등 국가 위기상황에 신속히 대응하도록 대한민국 합동참모본부에서 지정한 국가전략기동부대로비상 상황 발생시 24시간 이내로 한반도 전역에 투사되는 것을 목표로 상시 대기하는 여단 규모의 신속대응부대이다.
해병대 신속기동부대라는 별도의 부대가 존재하는 것은 아니며 유사시 신속대응부대 임무를 수행하는 부대로서 현재 해병대 제1사단 예하 2개 여단이 번갈아가며 임무를 수행하고 있으며 군사적 위협에 대응하는 제1신속기동부대와 재난대응 임무를 수행하는 제2신속기동부대로 나뉜다.

## 역사
2016년 3월 1일, 해병대 1사단에 연대급 신속기동부대, 가칭 '스파르탄 3000'(공식적으로 사용되지는 않음)이 편성되었다.
2016년 5월 2일, 공식명칭 '해군·해병대 신속기동부대', 상징명칭 '제승부대' (制勝部隊)로 해병대 1사단 연병장에서 출정식을 거행하며 임무를 시작하였다.
2016년 6월 5∼11일, 출범 이후 서해안 지역으로 전개하는 첫 훈련을 실시했다.
현재 공식명칭은 '해병대 신속기동부대'이며  상징명칭 '제승부대'도 더 이상 사용하지 않는다.

## 외국 언론의 오보와 영어 위키백과에서의 허위정보 전파
2016년 3월 10일, 대한민국 언론에서 해병대 1사단에 연대급 신속기동부대 (별칭 '스파르탄 3000')가 편성되었다는 보도를 한 이후 연합뉴스의 보도를 인용한 영국 데일리 텔레그래프와 미국 디플로맷츠 두 언론사에서 원문에는 없는 내용인 대한민국이 북한에 침투하여 특수작전을 펼치는 '스파르탄 3000'이라는 이름의 특수부대를 창설했다는 내용의 번역 오류 혹은 의도적 과장 기사를 발행하였다.
그 후 2017년 9월 4일, 송영무 국방장관이 김정은 등 북 지도부 참수작전을 실행할 특수부대를 2017년 12월에 창설을 한다고 국회 국방위에서 발표한 후 뉴질랜드 헤럴드를 비롯한 일부 외국 언론에서 오해를 하여 대한민국에서 '스파르탄 3000'이라는 명칭의 참수작전을 실행하는 특수부대로 2017년 연말에 창설될 것이라는 오보를 발행하였다.
'스파르탄 3000'은 현재의 해병대 신속기동부대가 2016년 3월에 편성되었을 당시 사용한 임시 별칭있었을뿐이며실제로 북 지도부 참수작전을 임무로 하는 특수부대는 육군특수전사령부 예하의 소위 '김정은 참수부대'로 불리는 제13특수임무여단으로 2017년 12월 1일에 창설되었다.

## 사건·사고

### 채 상병 사망 사건
2023년 7월 19일, 2023년 여름 한반도 집중호우 발생에 따른 경상북도 예천군에서 수색 작업을 하던 해병대 제1사단 신속기동부대 소속 채수근 일병이 급류에 휩쓸려 사망하였다.

## 같이 보기
- 신속대응군
- 제2신속대응사단
- 해병대 특수수색대대